# Pycreus palghattensis
Pycreus palghattensis är en halvgräsart som beskrevs av Ethirajalu Govindarajalu. Pycreus palghattensis ingår i släktet Pycreus och familjen halvgräs. Inga underarter finns listade i Catalogue of Life.